# Hydrocanthus colini
Hydrocanthus colini is een keversoort uit de familie diksprietwaterkevers (Noteridae). De wetenschappelijke naam van de soort werd in 1926 gepubliceerd door Alois Zimmermann.